# 裂角側唇䲁
裂角側唇䲁（學名：Hypleurochilus fissicornis），為輻鰭魚綱鳚形目䲁科側唇䲁屬的一種，分布於西南大西洋巴西帕拉伊巴州至烏拉圭、阿根廷；東北大西洋亞速群島海域，體長可達8.9公分，棲息沿岸淺水域，雌魚產附著性卵，雄魚有護卵行為，幼魚為浮游性，生活習性不明。